# Буждур
Бужду́р, Кабо-Бохадор (фр. Boujdour, порт. Bojador, ісп. Cabo Bojador, араб. رأس بوجادور, бербер. ⴱⵓⵊⴷⵓⵔ, Bujdur) — місто в Західній Сахарі, яка знаходиться під управлінням Марокко. Населення за оцінками на 2012 рік становить 58 101 особа; за даними перепису 2004 року воно налічувало 36 843 особи.. Знаходиться за 170 км на північний захід від Ель-Аюна, на березі Атлантичного океану. Є адміністративним центром провінції Бохадор (Буждур).

## Назва
Місто дістало назву за мисом, на якому лежить. Слово Бохадор походить від арабського «Абу Кхатар», що означає буквально «Батько небезпеки». Буждур — французька версія назви.

## Історія
Першим європейським мореплавцем, який обігнув мис Бохадор у 1434 році, був португальський капітан Жил Іаніш, що здійснював це плавання за наказом і за рахунок португальського принца Дона Енріке, прозваного Мореплавцем. До цього мис вважався нездоланним через сильні північно-східні вітри. Але страшніше вітрів для мореплавців були забобони: протягом багатьох століть вважалося, що за цим мисом судноплавство неможливо, тому що море кишить чудовиськами, які б'ються рогами, а снасті кораблів загоряються. Це повір'я було зруйновано тільки повідомленням Жила Іаніша, який обігнув мис Бохадор і повідомив, що «плисти під вітрилами тут так само легко, як і у нас вдома, а країна ця багата і усього в ній в достатку».
Починаючи з 1434 року відкривається новий маршрут для португальських та інших європейських суден на південь Африки і пізніше до Індії. У зв'язку з активізацією морських перевезень, на мисі з'являється портове селище.
У 1452—1456 роки римські папи Миколай V і Калікст III надали Португалії право володіти землями, відкритими на південь і схід від мису Бохадор, «аж до індійців».
У 1884 році Іспанія оголосила прибережний регіон від мису Бохадор до півострова Рас-Нуадібу своїм протекторатом. У 1975 році за Мадридською угодою територія відійшла до Марокко, але у зв'язку з проголошенням САДР в 1976 році контроль над даним регіоном як і раніше заперечується.